# هنري ك. مايرز
هنري ك. مايرز (بالإنجليزية: Henry C. Myers)‏ هو سياسي أمريكي، ولد في 1855 في فريمونت في الولايات المتحدة.